# Cantina

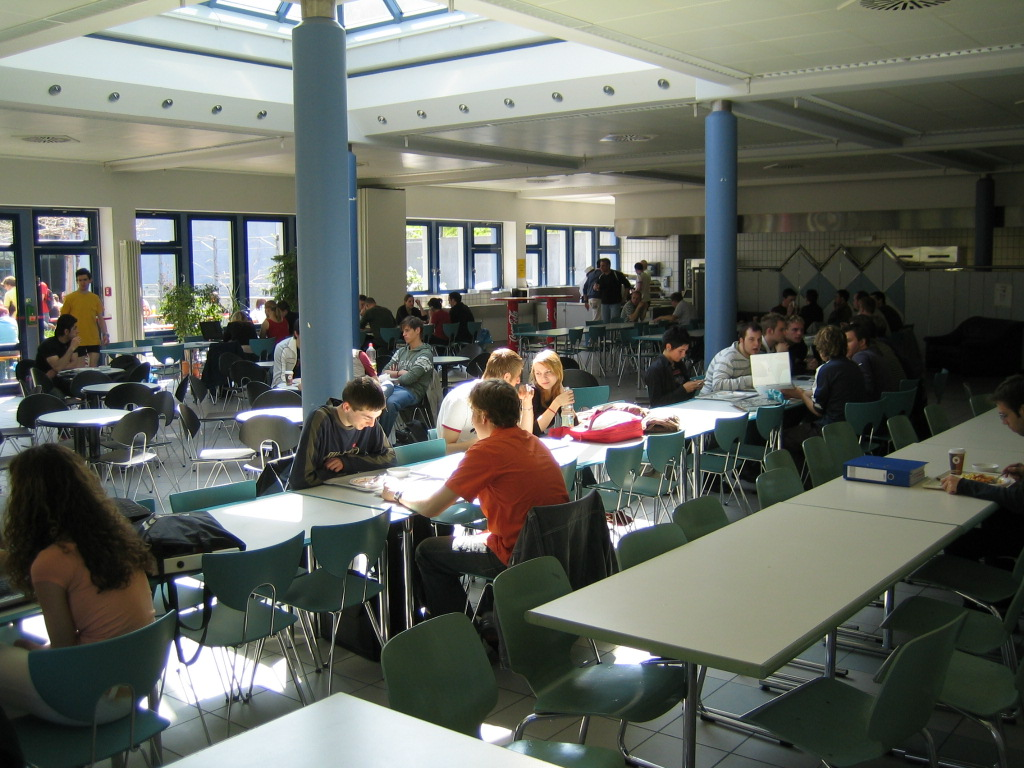
Cantina universitária na Alemanha

Cantina ou bandejão é um restaurante de instituições e escolas de grande porte, para os funcionários e/ou alunos.
O nome bandejão vem do aumentativo de bandeja, pois, muitas vezes, a refeição é servida nesse suporte[carece de fontes?].
No meio militar, utilizam-se, mais comumente, os termos refeitório (formal) e rancho (informal) para designar o local.